# Kalibata
Kalibata is een plaats (wijk) - (kelurahan) in het bestuurlijke gebied Pancoran, Jakarta Selatan (Zuid-Jakarta) in de provincie Jakarta, Indonesië. De plaatsp telt 44.161 inwoners (volkstelling 2010).